# El cabo Rivero
El cabo Rivero es una película argentina en blanco y negro dirigida por Miguel Coronatto Paz según su propio guion escrito en colaboración con Alberto Vacarezza basado en la obra homónima de este que se estrenó el 23 de marzo de 1938 y que tuvo como protagonistas a Enrique Muiño, Pilar Gómez, María Esther Podestá y Tulia Ciámpoli.

## Sinopsis
El romance de una pareja ambientado en la época de Juan Manuel de Rosas con un cabo federal sirviendo de nexo.

## Reparto
- Enrique Muiño
- Pilar Gómez
- María Esther Podestá
- Tulia Ciámpoli
- Ernesto Raquén
- Héctor Bonati
- Francisco Álvarez
- Froilán Varela
- Juan Vítola
- Gonzalo Palomero
- Margarita Burke
- Ercilia Podestá
- Ofelia Ochoa
- Luis Faggioli
- Luis García Bosch
- Aparicio Podestá
- Joaquín Petrocino
- Dúo Espeche-Rodríguez

## Comentarios
Calki opinó: "todo se conjura, decididamente, para que El cabo Rivero no pueda tomar forma de película....Reducida a una especie de documental, la producción se torna meritoria" y Manrupe y Portela escribieron: "Lo más parecido a un actp escolar en su ingenuidad y tipos, pasa a la historia por incluir parlamentos dichos en verso". 